# Олеофобне покриття

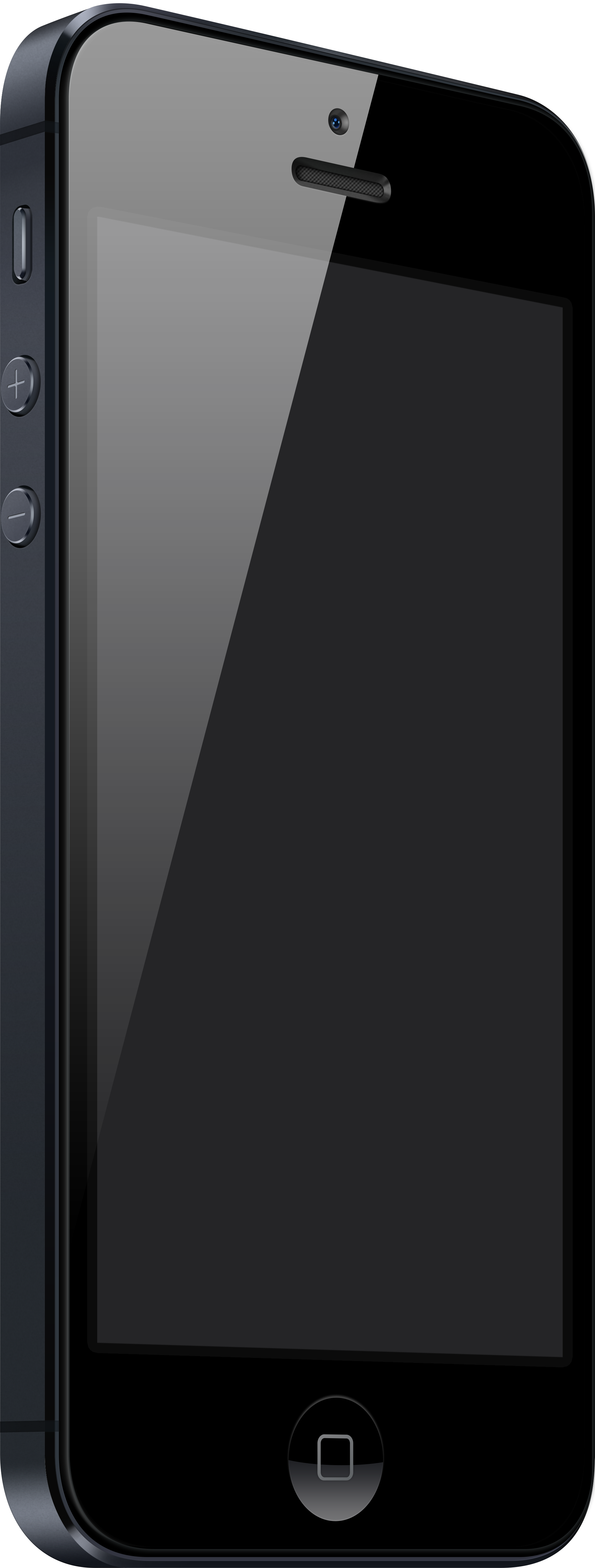
IPhone 5, що має олеофобне покриття, стійке до появи відбитків пальців, на передній панелі.

Олеофобне покриття (від лат. oleum — олія і грец. φόβος — страх, побоювання) — плівка нанометрової товщини для захисту від жирів (наприклад на сенсорному екрані).
Олеофобне покриття складається з:
- 0,1 % — 10 % по масі алкилсилана, що відповідає загальній формулі

{\displaystyle \mathrm {SiR^{1}R^{2}R^{3}R^{4}} },

де R1, R2 і R3 незалежно один від одного представляють собою хлор, або органічний залишок, що містить від 1 до 17 атомів вуглецю, від 3 до 35 атомів водню, від 0 до 6 атомів кисню, від 0 до 31 атомів фтору, від 0 до 31 атомів хлору, і від 0 до 5 атомів азоту і R4 — органічний залишок, містить від 1 до 17 атомів вуглецю, від 3 до 35 атомів водню, від 0 до 6 атомів кисню, від 0 до 31 атомів фтору від 0 до 31 атомів хлору, і від 0 до 5 атомів азоту;
- 0,01 % до 10 % по масі силікону, що відповідає загальній формулі

{\displaystyle \mathrm {2X(OSiR_{2})_{p}Y} }, 

де Х і Y незалежно один від одного представляють собою групи Cl, OH, изонитрозогруппы RR1C=N-OH, ацетоксі, O-алкіл, O-арил, R — органічний залишок, який може містити групи алкіл, арил, триметилсилил, р — ціле число від 5 до 10000;
- розчинника.

Олеофобне покриття було запатентовано 20 липня 2005 року.
Винахідники — німецькі вчені: Melanie Hoffmann, Dr. Gerhard Jonschker і Dr. Michael Overs.
Пізніше компанія Apple подала заявку на патент на удосконалене покриття.